# Gabriel Voisin
Gabriel Voisin (Belleville-sur-Saône, 5 de fevereiro de 1880 — Saône-et-Loire, 25 de dezembro de 1973) foi um pioneiro da aviação e empresário francês.
Foi ele quem criou o primeiro avião europeu mais pesado que o ar motorizado e tripulado capaz de manter voo circular (de 1 km) controlado, incluindo decolagem e pouso autônomos, feito conseguido por Henry Farman em 13 de Janeiro de 1908, próximo à Paris, França. Durante a Primeira Guerra Mundial, a empresa fundada por Voisin, tornou-se a maior produtora de aviões militares, notadamente o Voisin III. Depois da Guerra, ele se dedicou à produção de automóveis de luxo, sob o nome de Avions Voisin.

## Histórico
Gabriel Voisin, nasceu em Belleville-sur-Saône, França, e seu irmão, Charles Voisin, dois anos mais jovem, foi o seu principal companheiro de infância. Quando seu pai abandonou a família, sua mãe, Amélie, se mudou com eles para Neuville-sur-Saône, onde se instalaram perto da fábrica do pai dela.
O avô deles, Charles Forestier, cuidou da educação dos garotos com rigor militar. Os garotos também eram levados em expedições ao longo do rio, pescavam e já construíam vários artefatos para brincar. Quando seu avô morreu, Gabriel foi enviado para a escola em Lyon, onde aprendeu desenho industrial, área na qual obteve muito sucesso. Ele frequentemente retornava para casa, e no final do século, os irmãos já haviam construído, entre outras coisas, um rifle, um barco a vapor e um automóvel.
Gabriel completou os estudos em Lyon em 1899 e se empregou numa firma de arquitetura de Paris, onde em 1900 teve contato com o Avion III de Clément Ader, que estava em exibição na Exposição Mundial de Paris. Depois de nove meses de serviço militar e de uma apresentação conduzida por Ferdinand Ferber, uma das figuras proeminentes da aviação francesa da época, e de ter sido por ele apresentado a Ernest Archdeacon, o maior promotor e patrocinador da incipiente aviação francesa, Archdeacon contratou Gabriel para testar um planador Wright que ele havia construído. Os testes ocorreram em Abril de 1904, conseguindo alguns voos curtos. Depois disso, Archdeacon contratou Voisin para construir um planador ligeiramente modificado. Esse modelo foi testado em 26 de Março de 1905 mas no teste não tripulado sofreu uma falha estrutural e caiu, não sendo reconstruído depois disso.
Gabriel projetou um novo planador com flutuadores, com o qual voou com sucesso em 8 de Junho de 1905 por cerca de 600 metros. Nessa época, Louis Blériot se aproximou de Gabriel e encomendou uma aeronave similar, mais tarde conhecida como Blériot II. No entanto, nenhuma das duas aeronaves se mostrou confiável e ambas fracassaram nas tentativas de voo subsequentes, em uma delas quase matando Gabriel afogado.
O próximo avião construído por Gabriel Voisin para Blériot, foi o Blériot III, um biplano com motor Antoinette acionando duas hélices em configuração de tração, resultado de uma discussão entre Voisin e Blériot e um subsequente acordo entre ambos. Esse avião, assim como seu sucessor, o Blériot IV, não tiveram sucesso, nem nos testes usando flutuadores nem usando trens de pouso com rodas, inclusive uma tentativa frustrada em Bagatelle na manhã de 12 Novembro de 1906, onde mais tarde naquele dia, Santos Dumont teve sucesso ao voar seu 14 Bis por mais de 100 metros. Depois dessa falha, Voisin e Blériot dissolveram a parceria, e Voisin fundou, em 1906, uma companhia com seu irmão Charles Voisin, para projetar e construir aviões, a Appareils d'Aviation Les Frères Voisin, a primeira fábrica comercial de aviões do Mundo.
Naquela época, os aviadores europeus estavam envolvidos em competições para conseguir voos de aeronaves mais pesadas que o ar. Até a demonstração feita por Wilbur Wright em Le Mans (França) em Agosto de 1908, muios não acreditavam nas suas realizações e revindicações.
O voo de Santos Dumont no seu 14-bis, em Novembro de 1906, foi o primeiro voo de um avião motorizado, mais pesado que o ar na Europa, tendo sido observado, verificado e registrado oficialmente. Apesar da fama, tudo que o 14-bis obteve foi um voo curto em linha reta. Ele não tinha potencial de ir além, e foi rapidamente abandonado.
Dois biplanos em configuração de impulsão praticamente idênticos, com motores Antoinette, foram construídos pelos irmão Voisin para dois pioneiros da aviação: Leon Delagrange entregue em Março de 1907 e para Henry Farman entregue em Outubro de 1907. Esse último, ficou conhecido como Voisin-Farman I, e foi pilotado por Farman para vencer o Grand Prix d'Aviation de Archdeacon ao efetuar uma voo de 1 km em circuito fechado em 13 de Janeiro de 1908. Ambos: Farman e Delagrange ganharam fama com esses aviões, competindo entre si por recordes na aviação. As máquinas Voisin ficaram bastante conhecidos como os primeiros aviões bem sucedidos da Europa.
Mais tarde, Farman modificou e melhorou o biplano Voisin de forma considerável. Ele eventualmente ecerrou sua cooperação com os irmãos Voisin devido a um desentendimento, e começou a construir seus próprios modelos que se tornaram um sucesso.
Os irmãos Voisin continuaram expandindo sua fábrica resultando por exemplo no Canard Voisin de 1911. Gabriel sofreu bastante com a morte de seu irmão Charles em 1912 num acidente de automóvel, mas mesmo assim, continuou a expansão da fábrica, sob o novo nome de Société Anonyme des Aéroplanes G. Voisin.
Depois de 1912, a fábrica voltou sua produção e venda para o setor militar. Quando a Primeira Guerra teve início em 1914, Gabriel imediatamente foi voluntário no Corpo Aéreo Francês. O Voisin III, um biplano biposto em configuração de tração, com um motor radial Salmson de 120 hp, foi muito utilizado em missões de bombardeio e reconhecimento durante a Primeira Guerra Mundial. Ele tinha uma estrutura leve em aço, e podia ficar armazenado ao ar livre. O Voisin III foi construído em larga escala, cerca de 1 000, entre 1914 e 1916 e foi vendido não apenas para o serviço aérea francês, mas também para outros países aliados, incluindo a Rússia.
Depois da primeira Guerra, abalado pelo trauma do uso do seu avião mais avançado, o Voisin III durante o conflito, aliado ao fato de a demanda por aviões civis estar apenas começando, Gabriel fundou em 1918, a empresa automobilística Avions Voisin, e a manteve até 1958.